# SKIN/スキン
『SKIN/スキン』（Skin）は2018年のアメリカ合衆国の伝記映画。監督はガイ・ナッティヴ、出演はジェイミー・ベルとダニエル・マクドナルドなど。
ナッティヴ監督が第91回アカデミー賞で短編映画賞を受賞した『SKIN 短編』に続いて人種差別主義を題材とし、実在する元人種差別主義者ブライオン・ワイドナーの半生を映画化した作品であり、またダニエル・マクドナルドが短編版に続いて出演している。

## ストーリー
ブライオン・ワイドナーは白人至上主義を掲げるギャング団に所属していたが、ジュリーと恋仲になったことをきっかけに、ギャングと白人至上主義思想から抜け出すことを決意した。ブライオンは白人至上主義者の証としてに体のあちこちに刺青を入れていたが、それを全て消すことにした。それと同時に、今まで犯してきた罪を帳消しにするべく、FBIの捜査に協力することにした。
本作はブライオンが更生に至るまでを描き出していくが、その道は決して平坦なものではなかった。

## キャスト
- ブライオン・ワイドナー（ピットブル）（英語版）: ジェイミー・ベル
  - 子供時代: タイラー・ウィリアムソン
- シャリーン・クレイジャー: ヴェラ・ファーミガ
- ジュリー・プライス: ダニエル・マクドナルド
- ダリル・ラモント・ジェンキンス: マイク・コルター
- フレッド・クレイジャー: ビル・キャンプ
- ジャッキー・マークス: メアリー・スチュアート・マスターソン
- スレイヤー: ダニエル・ヘンシャル（英語版）
- エイプリル: ルイーザ・クラウゼ（英語版）
- シエラ: カイリー・ロジャース（英語版）
- メリッサ・フライ看護師: ジェイミー・レイ・ニューマン

## 製作
2017年5月11日、ジェイミー・ベルとダニエル・マクドナルドが本作に出演することになったと報じられた。2018年3月2日、ヴェラ・ファーミガが起用されたとの報道があった。15日、マイク・コルターがキャスト入りした。

## 公開・マーケティング
2018年9月8日、本作は第43回トロント国際映画祭でプレミア上映された。11日、A24とディレクTVが本作の全米配給権と全米配信権を獲得したと報じられた。2019年4月18日、本作のオフィシャル・トレイラーが公開された。
当初、本作は2020年5月9日に日本で公開される予定だったが、新型コロナウイルスの流行が拡大していることを受けて、4月15日、配給元のコピアポア・フィルムは本作の公開延期を発表した。

## 評価
本作は批評家から好意的に評価されている。映画批評集積サイトのRotten Tomatoesには51件のレビューがあり、批評家支持率は75%、平均点は10点満点で6.77点となっている。サイト側による批評家の見解の要約は「もう少し事態の深層に切り込めたであろう。しかし、『SKIN/スキン』には語られる価値のあるストーリーがある。ジェイミー・ベルの熱演もこのタイムリーなドラマを鑑賞する価値のあるものにしている。」となっている。また、Metacriticには20件のレビューがあり、加重平均値は58/100となっている。